# Chris Pronger
Christopher Robert „Chris” Pronger (ur. 10 października 1974 w Dryden) – kanadyjski hokeista, reprezentant Kanady, czterokrotny olimpijczyk.

## Kariera
- Peterborough Petes (1991–1993)
- Hartford Whalers (1993–1995)
- St. Louis Blues (1995–2004)
- Edmonton Oilers (2005–2006)
- Anaheim Ducks (2006–2009)
- Philadelphia Flyers (2009-2012)

W sezonie 1999/2000 dostał, jako pierwszy obrońca od czasów Bobby'ego Orra w 1972, nagrodę Trofeum Harta przyznawaną dla MVP sezonu zasadniczego. Od 2009 do 2015 formalnie zawodnik, jednak od sezonu 2013/2014 do 2015 nie występował wskutek urazu wstrząśnienia mózgu. Od czerwca 2015 zawodnik Arizona Coyotes.
Uczestniczył w turniejach mistrzostw świata 1997, 1998 oraz zimowych igrzysk olimpijskich 1998, 2002, 2006, 2010.

## Sukcesy i nagrody
Reprezentacyjne
- Złoty medal mistrzostw świata: 1997
- Złoty medal zimowych igrzysk olimpijskich: 2002, 2010

Klubowe
- Puchar Stanleya 2007 z Anaheim Ducks

Indywidualne
- Sezon OHL 1992/1993:
  - Max Kaminsky Trophy - nagroda dla najlepszego obrońcy
- Sezon 2000:
  - Hart Memorial Trophy
  - James Norris Memorial Trophy
  - NHL Plus/Minus Award

Wyróżnienie
- Hockey Hall of Fame: 2015[2]